# Commission de rédaction (Suisse)
En Suisse, une Commission de rédaction (CdR ; en allemand : Redaktionskommission, RedK ; en italien : Commissione di redazione, CdR ; en romanche : Cumissiun da redacziun, CdR; en anglais : Drafting Committee, DrC) est une commission parlementaire fédérale ou cantonale qui met au point le texte définitif des textes soumis au vote final de l'assemblée.

## Au niveau fédéral
La Commission de rédaction (CdR) est une commission commune aux deux Chambres (composition paritaire).
Aux termes de l'art. 56, al. 2, de la loi sur le Parlement, elle se compose de trois sous-commissions, à savoir une par langue officielle. Aux termes de l'art. 2, al. 2, de l'ordonnance de l'Assemblée fédérale sur la Commission de rédaction, chacune d'entre elles compte deux membres de chaque conseil et deux membres suppléants de chaque conseil (pour la sous-commission de langue italienne, tous les membres peuvent être des conseillers nationaux),.

### Attributions
La CdR est chargée d’arrêter la version définitive des actes avant qu'ils soient soumis à l'Assemblée fédérale pour le vote final.
Elle veille à cet effet à l'intelligibilité et la concision des textes, à leur conformité à la volonté de l'Assemblée fédérale et à leur concordance dans les trois langues officielles. Elle ne peut pas procéder à des modifications de fond.

### Travaux
Elle adopte le 22 septembre 1992 un rapport sur la formulation non sexiste des textes législatifs, dans lequel elle arrive à la conclusion que « la solution dite créative [combinaison d'instruments tels que l'utilisation de doublets et la neutralisation de la formulation au lieu du masculin générique] est applicable en allemand, mais qu'elle pose en l'état des problèmes insurmontables en italien et en français », tout en relevant que ce refus de supprimer le masculin générique n'a « aucune incidence sur la féminisation des noms de professions ou de charges publiques ».